# NGC 2785
NGC 2785 في الفهرس العام الجديد، هي مجرة، تقع في كوكبة الوشق. اكتشفت في 16 مارس 1884 بواسطة إدوارد ستيفان.

## روابط خارجية
- NGC 2785 على موقع ويكي سكاي: DSS2, SDSS, GALEX, IRAS, Hydrogen α, X-Ray, Astrophoto, Sky Map, Articles and images